# Sebeta
Sebeta (oromsky Sabbataa, amharsky ሰበታ) je město ve zvláštní zóně Oromia obklopující Addis Abebu v regionu Oromia v Etiopii.
Ve městě Sabata se nachází Škola pro nevidomé Sabata. Ta se v roce 1959 stala součástí nadace Haile Selassie I Foundation a stavba nové budovy začala 4. října 1962. Etiopský institut pro zemědělský výzkum otevřel v Sabatě, v roce 1967 výzkumnou stanici, která funguje jako národní centrum pro výzkum zlepšování výnosů z rybolovu.

## Historie
Dne 16. listopadu 1969 bylo objeveno spiknutí s cílem zabít císaře poblíž Sabaty pozemní minou na silnici. Osm lidí bylo zatčeno a vůdce, 76letý Tekle Wolde Hawariat, se zabil druhý den po přestřelce s policií ve svém domě v Addis Abebě. V etiopských médiích se o něm hovořilo bez potupy, kvůli jeho dřívějším zásluhám.
V roce 1979 byla založena kongregace církve Mekane Yesus. Kostel tohoto sboru byl v dubnu 1994 vypálen davem a vůdci Etiopské pravoslavné církve poté tento čin neodsoudili.

## Demografie
Při celostátním sčítání lidu, v roce 2007, byl zjištěn celkový počet obyvatel Sabaty v počtu 49 331, z čehož bylo 24 356 mužů a 24 975 žen. Většina obyvatel uvedla příslušnost k etiopskému ortodoxnímu křesťanství, což představovalo 71,1% obyvatel, zatímco 16,87% populace byli muslimové a 11,18% protestanté.
Podle sčítání lidu z roku 1994 mělo město 14 100 obyvatel.